# Civeta de palmera d'Owston
La civeta de palmera d'Owston (Chrotagale owstoni) és una civeta que viu als boscos i les riberes boscoses dels rius del nord del Vietnam, el nord de Laos, i el sud de la Xina.
La civeta de palmera d'Owston fou batejada per Alan Owston.

## Anatomia
La civeta de palmera d'Owston té una longitud de cos de 57 centímetres, amb una cua de 43 centímetres. El seu rostre puntegut, s'assembla al dels insectívors com la musaranya. Té un cos de color entre beix i gris que contrasta molt amb les marques de color negre de l'esquena i de la cua. Generalment només tenen quatre bandes a l'esquena. Els dos últims terços de la cua són completament negres.
Tenen un aspecte com el de la civeta de palmera ratllada, Hemigalus derbyanus, excepte pel pèl de la part del darrere del coll que no és en sentit invers a la resta del pèl, i per les taques a les potes que té la civeta de palmera d'Owston.
No se sap gairebé res de la seva vida a la natura. La poca informació que es té, ha estat recollida d'animals en captiveri.

## Dieta
Principalment s'alimenten de cucs de terra i altres invertebrats.

## Reproducció
La temporada d'aparellament comença a la fi del mes de gener. Després d'un període de gestació de tres meses, les femelles donen a llum ventrades d'1 a 3 cries.

## Conservació
El Carnivore and Pangolin Conservation Program, situat al Parc nacional de Cuc Phuong a Vietnam, promou programes internacionals de conservació i reproducció de les civetes en col·laboració amb diversos parcs zoològics com el Zoo de Newquay.